# Dorset Premier Football League
The Dorset Premier Football League är en fotbollsliga baserad i Dorset. Den ligger på nivå 11 i det engelska ligasystemet. Från och med 1991 är man en matarliga till Wessex League.

## Historia
Ligan grundades 1957 under namnet Dorset Football Combination League. Den grundades med målet att höja standarden på fotbollen i Dorset och omgivande counties, och det gäller än idag. 
Första säsongen deltog 12 klubbar och Swanage Town blev de första liga vinnarna, 15th Training Battalion RASC kom tvåa. Året efter så bytte de två lagen plats. De fem första säsongerna vann Swanage Town liga fyra gånger och slutade som två en gång.  Parley Sports är ligans mest framgångsrika klubb, de har vunnit ligan 12 gånger och kommit på andra plats 9 gånger, vid ett tillfälle så vann man liga fem år i rad (1962 till 1966). Man har även gått till final i ligans cup-tävling 21 gånger och vunnit vid 11 av dessa.

## Mästare
| År      | Mästare                      |
| ------- | ---------------------------- |
| 1957-58 | Swanage Town                 |
| 1958-59 | 15th Training Battalion RASC |
| 1959-60 | Swanage Town                 |
| 1960-61 | Swanage Town                 |
| 1961-62 | Swanage Town                 |
| 1962-63 | Parley Sports                |
| 1963-64 | Parley Sports                |
| 1964-65 | Parley Sports                |
| 1965-66 | Parley Sports                |
| 1966-67 | Parley Sports                |
| 1967-68 | Weymouth Reserves            |
| 1968-69 | Weymouth Reserves            |
| 1969-70 | Blandford United             |
| 1970-71 | Portland United              |
| 1971-72 | Parley Sports                |
| 1972-73 | Parley Sports                |
| 1973-74 | Parley Sports                |
| 1974-75 | Blandford United             |
| 1975-76 | Parley Sports                |
| 1976-77 | Portland United              |

| År      | Mästare                  |
| ------- | ------------------------ |
| 1977-78 | Flight Refuelling        |
| 1978-79 | Poole Town Reserves      |
| 1979-80 | Parley Sports            |
| 1980-81 | Dorchester Town Reserves |
| 1981-82 | Sherborne Town           |
| 1982-83 | Blandford United         |
| 1983-84 | Parley Sports            |
| 1984-85 | Parley Sports            |
| 1985-86 | Bridport                 |
| 1986-87 | Bridport                 |
| 1987-88 | Bridport                 |
| 1988-89 | Shaftesbury              |
| 1989-90 | Weymouth Reserves        |
| 1990-91 | Dorchester Town Reserves |
| 1991-92 | Blandford United         |
| 1992-93 | Westland Sports          |
| 1993-94 | Hamworthy Engineering    |
| 1994-95 | Hamworthy Engineering    |
| 1995-96 | Hamworthy Engineering    |
| 1996-97 | Shaftesbury              |

| År        | Mästare              |
| --------- | -------------------- |
| 1997-98   | Sturminster Marshall |
| 1998-99   | Portland United      |
| 1999-2000 | Portland United      |
| 2000-01   | Hamworthy Recreation |
| 2001-02   | Hamworthy Recreation |
| 2002-03   | Hamworthy United     |
| 2003-04   | Hamworthy United     |
| 2004-05   | Hamworthy Recreation |
| 2005-06   | Holt United          |
| 2006-07   | Westland Sports      |
| 2007-08   | Portland United      |
| 2008-09   | Portland United      |
| 2009-10   | Hamworthy Recreation |
| 2010-11   | Hamworthy Recreation |
| 2011–12   | Westland Sports      |
| 2012–13   | Portland United      |
| 2013–14   | Portland United      |

### Webbkällor
Engelska Wikipedia och ligans webbplats